# Przeorsk
Przeorsk – wieś w Polsce, położona w województwie lubelskim, w powiecie tomaszowskim, w gminie Tomaszów Lubelski.
W latach 1975–1998 wieś administracyjnie należała do województwa zamojskiego.
Wieś jest sołectwem w gminie Tomaszów Lubelski. Według Narodowego Spisu Powszechnego z roku 2011 wieś liczyła 465 mieszkańców.
Wierni Kościoła rzymskokatolickiego należą do parafii Trójcy Przenajświętszej w Łaszczówce.

## Części wsi
| SIMC    | Nazwa     | Rodzaj                          |
| ------- | --------- | ------------------------------- |
| 0902441 | Długie    | część wsi (zniesiona w 2023 r.) |
| 0902458 | Dulne     | część wsi                       |
| 0902464 | Klimowica | część wsi                       |
| 0902470 | Sutki     | część wsi                       |

## Historia
Pierwsza wzmianka o wsi pochodzi z 1387 roku, jako własność Benedykta, kasztelana halickiego. Wieś była położona w księstwie bełskim, które w 1462 roku zostało przyłączone do Polski, jako województwo bełskie. W latach 1772–1809 wieś była pod zaborem austriackim, a w latach 1809–1815 w Księstwie Warszawskim. W 1815 roku wieś znalazła się pod zaborem rosyjskim w Królestwie Polskim. W 1918 roku tereny te powróciły do II Rzeczypospolitej. 
W 1472 roku w regestrach poborowych była wzmiankowana cerkiew i 8 łanów gruntów parafialnych. W 1596 roku cerkiew przeszła do Unii Brzeskiej. Po włączeniu tych terenów w skład Galicji, podczas reform józefińskich, Austriacy zlikwidowali parochię w Przeorsku, a cerkiew stała się filią parochii w Korhyniach, ale w 1811 roku ponownie już istniała parochia w Przeorsku z cerkwią filialną w Korhyniach. Przed 1811 rokiem w Przeorsku zbudowano nową drewnianą cerkiew pw. św. Kosmy i Damiana. W 1875 roku decyzją władz carskich cerkiew została zmieniona na prawosławną. Parochami cerkwi byli m.in.: Teodor Świdnicki, Leon Świdnicki, Maciej Obuchowicz, Mateusz Obuchowicz, Jan Żupawski, Jan Zubański, Ignacy Krypiakiewicz.
2 lipca 1938 roku w ramach akcji repolonizacyjnej władze powiatowe, gminne i policja zaproponowali prawosławnym mieszkańcom Przeorska przejście na katolicyzm, a gdy spotkali się z odmową 9 lipca cerkiew zburzyli. W 1943 roku we wsi było zamieszkałych 615 Ukraińców i 199 Polaków.